# Muhammad Abduh Ramadan Husajn
Muhammad Abduh Ramadan Husajn znany jako Hasan Abduh (arab. محمد عبده رمضان حسين; ur. 5 grudnia 1928) – egipski zapaśnik walczący przeważnie w stylu wolnym. Olimpijczyk z Helsinek 1952, gdzie zajął jedenaste miejsce w wadze średniej do 79 kg.
Srebrny medalista igrzysk śródziemnomorskich w 1951 roku.
Ojciec zapaśników: Muhji Ramadana, który startował w Barcelonie 1992 i Mustafy Ramadana, który wystąpił  w Seulu 1988, Barcelonie i Atlancie 1996.